# Robert Huber (strzelec)
Robert Waldemar Huber (ur. 30 marca 1878 w Helsinkach, zm. 25 listopada 1946 tamże) – fiński strzelec, medalista olimpijski i medalista mistrzostw świata. Brat Konrada, także strzelca.

## Kariera
Dwukrotny uczestnik igrzysk olimpijskich (IO 1912, IO 1924). Podczas swojego pierwszego startu zajął 30. miejsce indywidualnie i 5. miejsce drużynowo w trapie. W 1924 roku w zawodach drużynowych zdobył brązowy medal, uzyskując drugi rezultat wśród fińskich strzelców (skład zespołu: Werner Ekman, Konrad Huber, Robert Huber, Georg Nordblad, Robert Tikkanen, Karl Magnus Wegelius).
Podczas swojej kariery Robert Huber zdobył 1 medal na mistrzostwach świata. Był srebrnym medalistą drużynowo w 1929 roku (skład drużyny: Ake Af Forselles, Werner Ekman, Konrad Huber, Robert Huber). Według niektórych źródeł Huber zdobył także brązowy medal indywidualnie na tym samym turnieju, co nie jest potwierdzone przez ISSF.
W 1929 roku zajął 7. miejsce indywidualnie na mistrzostwach Europy w trapie. Zawody te nie są jednak uważane za oficjalne przez ISSF.

## Wyniki

### Igrzyska olimpijskie
| Igrzyska       | Konkurencja    | Wynik                           | Miejsce | Źródło |
| -------------- | -------------- | ------------------------------- | ------- | ------ |
| Sztokholm 1912 | Trap           | 38 pkt. (15+23)                 | 30      | [ 1 ]  |
| Sztokholm 1912 | Trap drużynowo | 233 pkt. (druż.) 43 pkt. (ind.) | 5       | [ 2 ]  |
| Paryż 1924     | Trap drużynowo | 360 pkt. (druż.) 92 pkt. (ind.) |         | [ 3 ]  |

### Medale mistrzostw świata
Opracowano na podstawie materiałów źródłowych:
| Mistrzostwa    | Konkurencja    | Wynik            | Miejsce |
| -------------- | -------------- | ---------------- | ------- |
| Sztokholm 1929 | Trap drużynowo | 744 pkt. (druż.) |         |